# ISO 9241-210
ISO 9241-210は国際標準化機構が制定するインタラクティブシステムの人間中心設計に関する規格である。
規格番号は9241-210、名称は「Ergonomics of human-system interaction -- Part 210: Human-centred design for interactive systems」である。ISO 9241シリーズ "Ergonomics of human-system interaction" の1つ。本規格はコンピューターを利用したインタラクティブシステムのライフサイクルにおける、人間中心設計の原則および活動のための要求事項と推奨事項について規定している。また、この規格ではユーザーエクスペリエンスも定義されている。
対応する日本産業規格は「JIS Z 8530 人間工学－人とシステムとのインタラクション－インタラクティブシステムの人間中心設計」である。

## 規格一覧
本規格は2回の改訂を経ている。1回目の改訂でISO 9241シリーズに編入されている。以下はその一覧である。
| 名称 | 発行年  | 対応JIS         |
| --- | ------- | --------------- |
| ISO 9241-210:2019 Ergonomics of human-system interaction — Part 210: Human-centred design for interactive systems | 2019-07 | JIS Z 8530:2021 |
| ISO 9241-210:2010 Ergonomics of human-system interaction — Part 210: Human-centred design for interactive systems | 2010-03 | JIS Z 8530:2019 |
| ISO 13407:1999 Human-centred design processes for interactive systems                                             | 1999-06 |                 |

## デザインプロセス
2010年版では次のような設計プロセスを定義する。
1. 人間中心デザインプロセスの計画
2. 利用状況の理解と明示（※アンケートやインタビューなどが用いられる）
3. ユーザーの要求事項の明示（※ペルソナなどが用いられる）
4. ユーザーの要求事項を満たす設計による解決策の作成（※絵コンテやワイヤフレームなどを用いて具体的な設計案が作られる）
5. 要求事項に対する設計の評価（※ユーザビリティテストやフィールドワークなどが用いられる）
6. 以上2〜5の工程を、ユーザーの要求事項を満たす設計解決策が得られるまで繰り返す

という反復型アプローチである。〔※インタラクションデザイン、プロトタイピングも参照のこと〕